# Natascha Karabey
Natascha Karabey (* 3. September 1980 in Seeheim-Jugenheim) ist eine deutsche Standardtänzerin. Sie stammt aus einer Tänzerfamilie. Ihre Eltern betreiben eine Tanzschule in Bad Homburg.

## Leben
Natascha Karabey ist gelernte Bankkauffrau. Im Jahr 1991 begann sie zu tanzen, seit 1992 mit ihrem Bruder Sascha Karabey, mit dem sie zunächst als Amateur in den Standardtänzen antrat. Sie gewannen zahlreiche Meisterschaften und Wettkämpfe. Sie waren Finalisten aller großen Weltranglistenturniere, Europa- und Weltmeisterschaften der letzten Jahre; das Paar belegte bei den Weltmeisterschaften 2005 den zweiten Platz. Sie starteten für den Tanzsportverein TC „Der Frankfurter Kreis“. Beide führten seit 1999 die deutsche Rangliste des Deutschen Tanzsportverbandes (DTV) immer wieder an.
2007 wechselte das Paar zum Deutschen Professional Tanzsportverband (DPV). Dort konnten sie von 2007 bis 2013 siebenmal hintereinander die deutsche Meisterschaft der Professionals in den Standardtänzen gewinnen, zuletzt in Wuppertal am 12. Oktober 2013.
Seit Ende 2014 startet Natascha Karabey mit ihrem Lebenspartner, dem Slowenen Domen Krapez, auf nationaler Ebene im DPV und auf internationaler Ebene im World Dance Council (WDC). Von 2015 bis 2021 gewannen die beiden sechsmal in Folge die Deutsche Meisterschaft der Professionals in den Standardtänzen (2020 fand aufgrund der Corona-Pandemie keine Meisterschaft statt). 2016 und 2017 belegten sie bei den Europameisterschaften der Professionals in den Standardtänzen jeweils den zweiten Platz. Am 17. November 2018 wurden sie in Bonn Weltmeister der Professionals in der Kür Standard. 2021 siegten sie beim Blackpool Dance Festival in der Kategorie Professional Ballroom und gewannen sowohl die Europameisterschaft als auch die Weltmeisterschaft der Professionals in den Standardtänzen.
Insgesamt konnte Natascha Karabey in den Standardtänzen achtmal die Deutsche Meisterschaft (DTV) der Amateure und 13-mal die Deutsche Meisterschaft (DPV) der Professionals gewinnen. Damit hält sie den nationalen Rekord.

## Auszeichnungen
Am 3. November 2005 wurde Sascha Karabey zusammen mit seiner Schwester Natascha vom Land Hessen mit der Sportplakette des Landes Hessen ausgezeichnet, der höchsten hessischen Sportauszeichnung.
Am 15. November 2006 wurden sie vom Hessischen Tanzsportverband für ihre zahlreichen Erfolge, aber auch ihren Einsatz um den Nachwuchs, mit der Silbernen Ehrennadel des Verbandes ausgezeichnet.
Am 15. August 2007 wurden sie vom Präsidenten des Deutschen Tanzsportverbandes Franz Allert für ihre Verdienste für den Tanzsport und den Deutschen Tanzsportverband mit dessen höchster sportlicher Auszeichnung, der Sportplakette des Deutschen Tanzsportverband, ausgezeichnet.

## Erfolge (Auswahl)
Mit Sascha Karabey:
- Deutsche Meister (DPV) der Professionals in den Standardtänzen 2007–2013
- Bronzemedaille Europameisterschaft Professionals 2009
- Finalisten der Weltmeisterschaft Professionals 2008, 2009
- Silbermedaille Weltmeisterschaft Amateure 2005, 2006[5]
- Bronzemedaille Weltmeisterschaft 2004
- Deutsche Meister der Amateure 1999–2006
- Silbermedaille bei den World Games 2005
- Bronzemedaille Europameisterschaft 2005
- Gewinner der London Open Championships 2002
- 3. Platz in Blackpool 2004
- Finalisten in Europa- und Weltmeisterschaften
- Hessische Meister 1997, 1999–2006
- Gewinner der Kneipp-Trophy 2000, 2001

Mit Domen Krapez:
- Deutsche Meister (DPV) der Professionals in den Standardtänzen 2015–2021
- Europameister (WDC) der Professionals in den Standardtänzen 2021
- Silbermedaille bei der WDC Europameisterschaft der Professionals in den Standardtänzen 2016, 2017
- Weltmeister (WDC) der Professionals in den Standardtänzen 2021
- Finalisten bei der WDC Weltmeisterschaft der Professionals 2015–2018
- Sieger in der Kategorie Professional Ballroom beim Blackpool Dance Festival 2021
- Weltmeister (WDC) der Professionals Kür Standard 2018
- Deutsche Meister (DPV) der Professionals Kür Standard 2019, 2021
- Europameister (WDC) der Professionals Kür Standard 2021
- Weltmeister (WDO) der Professionals Standard 2021
- Sieger Professionals Standard International Championships London 2021
- Sieger Professionals Standard United Kingdom Dance Championship Bournemouth 2022